# 중산 지하가

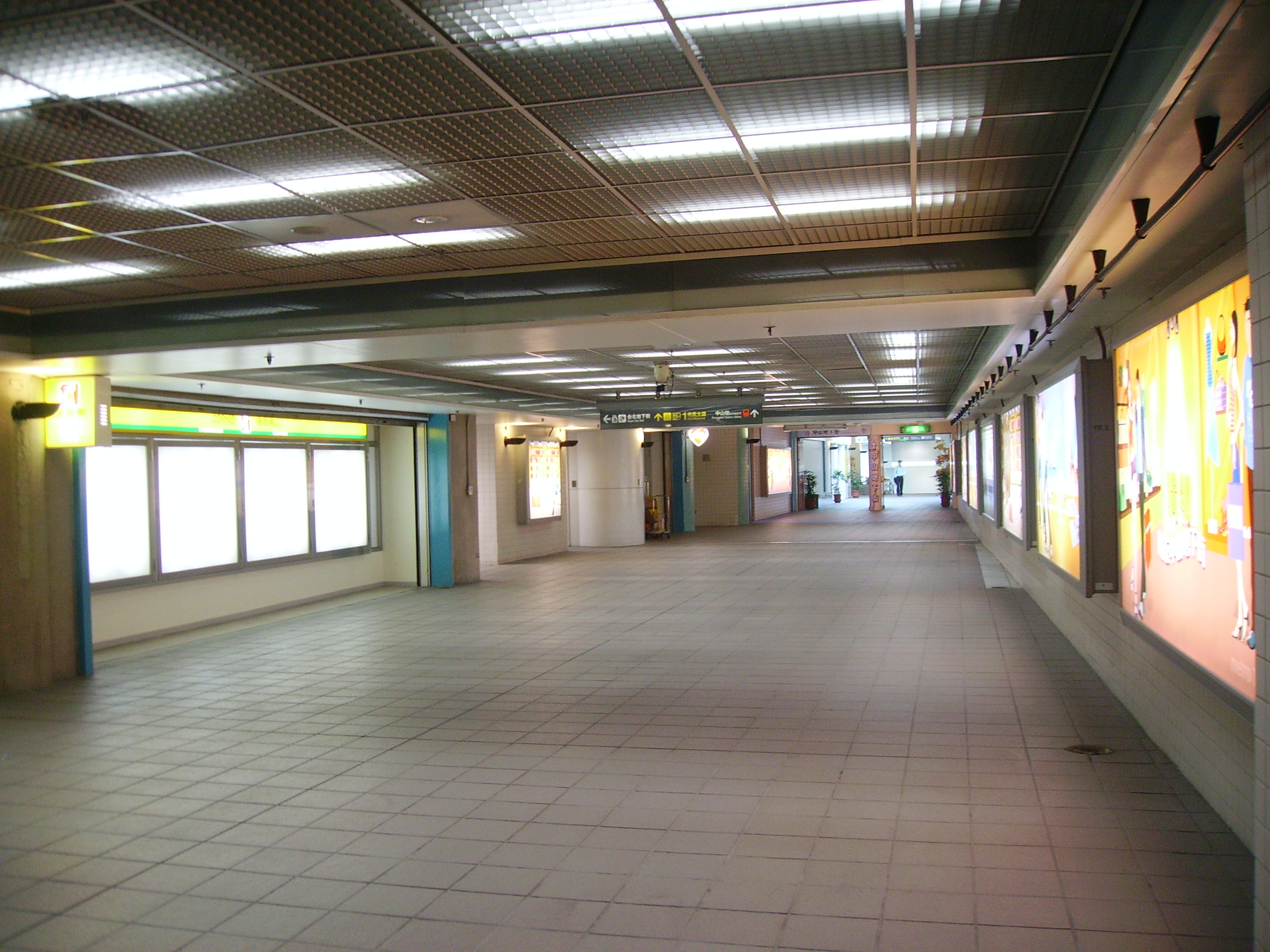
중산 지하가

중산 지하가(中山地下街)는 타이완 타이베이시 다퉁 구에서 중산 구까지 이어진 지하상가이다.

## 같이 보기
- 타이베이 지하가